# Trajanus
Trajanus (Latijn: Marcus Ulpius Nerva Traianus Augustus; Itálica, 18 september 53 – Selinus (Cilicië), 8 augustus 117) was Romeins keizer van 98 tot 117. Trajanus werd geboren in een niet-patricische familie in de provincie Hispania Baetica, in Spanje. De bekendheid van Trajanus nam toe tijdens de heerschappij van keizer Domitianus. Trajanus diende als een legatus legionis in Hispania Tarraconensis, in Spanje, en in 89 steunde hij de keizer tegen een opstand aan de Rijn onder leiding van Antonius Saturninus. In september 96 werd Domitianus opgevolgd door Marcus Cocceius Nerva, een oude en kinderloze senator die niet populair bleek te zijn bij het leger. Na een kort en turbulent regeringsjaar, dwong een opstand door leden van de pretoriaanse garde hem de populairdere Trajanus te adopteren als zijn erfgenaam en opvolger. Nerva stierf op 27 januari 98, en werd zonder incident opgevolgd door zijn geadopteerde zoon.
Als een burgerlijk administrateur is Trajanus het best bekend om het uitgebreid bouwen van openbare gebouwen die Rome omvormden en die nog steeds te bewonderen zijn, zoals het Forum, de Markten en de Zuil van Trajanus. In het begin van zijn heerschappij annexeerde hij het Nabateïsche koninkrijk, en creëerde zo de provincie Arabia Petraea. Zijn verovering van Dacië verrijkte het keizerrijk sterk – de nieuwe provincie bevatte vele waardevolle goudmijnen. Zijn oorlog tegen het Parthische Rijk eindigde met de plundering van de hoofdstad Ctesiphon en de annexatie van Armenia en Mesopotamia. In het einde van 117 werd Trajanus ziek en stierf aan een beroerte in de havenstad Selinus, tegenwoordig Gazipaşa, terwijl hij terug naar Rome voer. Hij werd vergoddelijkt door de Senaat. Zijn as werd bijgezet onder de in zijn opdracht gebouwde Zuil van Trajanus. Hij werd opgevolgd door zijn geadopteerde zoon Hadrianus.

## Biografie

### Afkomst, jeugd en carrière voor zijn keizerschap
Trajanus was de zoon van Marcus Ulpius Traianus (ook bekend als Traianus Pater), een vooraanstaand senator en generaal uit een beroemd geslacht, de Ulpii. Zij behoorden tot de nazaten van een groep kolonisten, de in 206 v.Chr. door Scipio Africanus in Itálica in de provincie Hispania (later Baetica) in het zuiden van de Iberisch schiereiland werd gevestigd. Zijn voorouders waren afkomstig uit Todi in Umbrië. Traianus was slechts een van de vele bekende Ulpii, een geslacht dat nog lang na zijn dood zou blijven bestaan. Hij werd geboren in de stad Itálica. Trajanus was cultureel waarschijnlijk eerder een stadsromein dan een Hispaniër, dit omdat zijn vader in het geboortejaar van zijn zoon in de Romeinse Senaat werd benoemd. Een dergelijke functie sloot een langdurig verblijf in Itálica bijna zeker uit. Zijn gelijknamige vader was onder het regime van keizer Claudius I een van de eerste niet-Italianen die het tot in de Senaat wist te schoppen.
Voordat Trajanus op zijn 44e jaar keizer werd, had hij al een lange militaire loopbaan achter de rug, waarin hij vooral in de moeilijkste gebieden, zoals de grens van de Rijn en de Donau, zijn sporen had verdiend. Hij nam deel aan de veldtochten van Domitianus tegen de Germanen. Toen deze keizer in 96 vermoord werd, was Trajanus een van diens belangrijkste legeraanvoerders. Dat maakte hem voor diens opvolger Nerva een aantrekkelijke beschermeling. Nerva was niet al te geliefd bij het leger, maar toen hij in de zomer van 97 Trajanus adopteerde en daarmee tot kroonprins maakte, verbeterden de betrekkingen met de legioenen aanzienlijk.
Na Nerva's overlijden op 25 januari 98 kon Trajanus hem dan ook in alle rust opvolgen. De man die hem het overlijdensbericht bracht was Hadrianus en daarmee ontstond een vertrouwensrelatie die tot Trajanus' dood standhield.
De nieuwe keizer kreeg een warm onthaal bij het volk en maakte zich nog geliefder door een aantal gevangenen, die sinds Domitianus vastzaten, vrij te laten en een groot aantal bezittingen, die door Domitianus in beslag genomen waren, terug te geven. De senaat gaf hem zelfs de titel optimus princeps, de beste keizer.

### Dacische oorlogen
Trajanus is het bekendst als veldheer. In 101 hield hij een strafexpeditie tegen het koninkrijk Dacië, dat onder Domitianus de Romeinen een aantal vernederende nederlagen had toegebracht. Trajanus leidde zijn troepen de Donau over en dwong na een jaar koning Decebalus zich te onderwerpen. Trajanus nam de hoofdstad Sarmizegetusa in. Zijn terugkeer naar Rome was een zegetocht. Hem werd de titel Dacicus Maximus verleend.
Decebalus zon op wraak en trachtte de andere naties ten noorden van de Donau tegen de Romeinen op te zetten. Trajanus keerde terug naar het gebied, liet een grote brug bouwen over de Donau en veroverde geheel Dacië (106). De brug werd ontworpen door de befaamde Griekse architect Apollodorus van Damascus, die later het Forum van Trajanus heeft ontworpen. Keizer Trajanus lijfde het goudrijke gebied in als provincie en Dacië veranderde in Romes belangrijkste wingewest. De enorme goudvoorraad van 500 000 goudstaven van koning Decebalus werd in de Romeinse economie gepompt door giften aan het volk, door militaire schenkingen, aan de onzinnige overdaad van de spelen besteed en als basisfonds aangewend om Trajanus' grote Aziatische militaire avonturen te bekostigen. De hoofdstad Sarmizegetusa werd verwoest en Decebalus pleegde zelfmoord, zijn hoofd werd naar Rome gestuurd. De Daciërs werden goeddeels uitgeroeid – een van de weinige gebieden waar de Romeinen dit deden – en het gebied werd met Romeinse kolonisten herbevolkt. Rome wist nauwelijks de stabiliteit te handhaven omdat door het ontstane vacuüm de naburige Sarmaten het door oorlog verwoeste land in bendes teisterden.

### Uitbreiding naar het oosten
Rond dezelfde tijd kwam er ook een einde aan het onafhankelijke koninkrijk van Nabatea. Bij testament was bepaald, dat bij de dood van de laatste koning het gebied bij het Romeinse Rijk zou komen. Zo ontstond Arabia Petraea, een provincie die het huidige Jordanië en een stukje Saoedi-Arabië omvatte.

### Periode van vrede
De volgende zeven jaren heerste Trajanus als burger-keizer en werd er niet minder om gewaardeerd. In deze tijd had hij een briefwisseling met Plinius de Jongere, onder andere over hoe om te gaan met de christenen. Trajanus vond dat ze met rust gelaten moesten worden als ze maar niet al te opzichtig van hun geloof blijk gaven. Er werden veel gebouwen neergezet in deze tijd, zowel in zijn geboorteland Hispania als in Italia, zoals het forum dat nog steeds bestaat in Rome.

### Grootste omvang van het rijk
In 113 trok hij nog een laatste keer ten strijde, ditmaal tegen de Parthen. De eeuwige twistappel Armenië was de aanleiding. Al sinds Nero's tijd hadden de Romeinen en de Parthen de invloed over Armenië gedeeld, maar nu zette de Parthische koning Osroes de door de Romeinen benoemde Parthische prins Exedares af, om hem te vervangen door diens broer Parthamasiris. Daarop trok Trajanus het land binnen, zette Parthamasiris af en lijfde het gebied in als de provincie Armenia. Daarna keerde hij zich tegen het Parthische Rijk zelf en veroverde eerst Babylon, dan Seleucia en uiteindelijk Ctesiphon in 116. Hij trok verder tot de Golfkust en maakte het op de Parthen veroverde gebied tot de nieuwe provincie Mesopotamia.
Hij vond het maar niets dat hij al te oud was om in de voetsporen van Alexander de Grote te treden, maar zette Osroes af en verving hem door een stroman, Parthamaspates. Vanaf dit moment ging het echter bergafwaarts. Er waren tegenvallers. Het fort van Hatra, achter zijn rug aan de Tigris, weigerde zich over te geven. Verder braken in Cyrenaica, Egypte, Syria en op Cyprus opstanden uit binnen de Joodse gemeenschappen (in later tijd aangeduid als de Kitosoorlog). Daarna kwam het ook in Mesopotamië tot een opstand en de gezondheid van de keizer ging achteruit. Laat in 116 verbleef hij in Cilicië en werd hij ernstig ziek. Hij leefde nog tot 8 augustus 117. Op zijn sterfbed droeg hij het keizerschap over aan Hadrianus (maar zie ook Pompeia Plotina), die al snel Mesopotamië teruggaf aan de Parthen, omdat het moeilijk te verdedigen was. Andere gebiedsuitbreidingen bleven voorlopig wel behouden. Als eerbetoon aan keizer Trajanus bouwde keizer Hadrianus een tempel voor hem.
Een bekend misverstand is dat tijdens het bewind van Trajanus het Romeinse Rijk zijn grootste omvang bereikte. Dit idee, dat al te vinden is bij de Franse filosoof Montesquieu, werd in de twintigste eeuw gepropageerd door onder anderen Mussolini, die er niet erg gelukkig mee was dat de keizer onder wiens heerschappij het Imperium wel zijn grootste omvang bereikte – Septimius Severus – geen "echte" Romein was, maar afkomstig uit de Semitische stad Leptis Magna.
De muur die de noordelijke provincies van Britannia moest afschermen, is later door Hadrianus verder naar het noorden herbouwd. In tegenstelling tot de muur van Trajanus is van deze muur nog veel langer blijven staan (Muur van Hadrianus).

## Trajanus' nalatenschap
Trajanus werd na zijn tijd gezien als een soort model-keizer. Iedere nieuwe keizer werd tot in de Byzantijnse tijd ingehuldigd met de bede felicior Augusto, melior Traiano ("[wees] gelukkiger dan Augustus en beter dan Trajanus").
Onder middeleeuwse christelijke theologen werd Trajanus beschouwd als een deugdzame heiden, terwijl de 18e-eeuwse historicus Edward Gibbon het idee van de Vijf Goede Keizers populariseerde, waarvan Trajanus de tweede was.
In Roemenië is de naam Traian een vaak voorkomende naam.
In Nijmegen, in de Romeinse tijd Ulpia Noviomagus Batavorum, bevindt zich een Keizer Traianusplein met een standbeeld van Trajanus.

## Voetnoten
1. ↑  Werner Eck: Der Weg zum Kaisertum. in: Annette Nünnerich-Asmus (eds.): 'Traian. Ein Kaiser der Superlative am Beginn einer Umbruchzeit?, Mainz 2002, blz. 7-20, hier: blz. 10.

- Bibsys: 97049437
- Biblioteca Nacional de Chile: 000060309
- Biblioteca Nacional de España: XX938012
- Bibliothèque nationale de France: cb13164032k (data)
- Catàleg d'autoritats de noms i títols de Catalunya: 981058516344106706
- CiNii: DA09810983
- Gemeinsame Normdatei: 118623567
- International Standard Name Identifier: 0000 0001 2142 6949
- Library of Congress Control Number: n79055990
- Nationale Bibliotheek van Tsjechië: jn20040227018
- Nationale bibliotheek van Australië: 61544279
- Nationale Bibliotheek van Israël: 987007269034005171
- Nationale Bibliotheek van Polen: a0000001635769
- Nederlandse Thesaurus van Auteursnamen: 069710260
- Istituto Centrale per il Catalogo Unico: CUBV153638
- LIBRIS: 251491
- SNAC: w63b8qhn
- Système universitaire de documentation: 081821417
- Museum of New Zealand Te Papa Tongarewa: 68485
- Trove: 1711932
- Union List of Artist Names: 500115699
- Virtual International Authority File: 88067472
- WorldCat: E39PCjMhpc6ggFvFbkgwpQrHyb